# Bội văn vận phủ
Bội văn vận phủ (giản thể: 佩文韵府; phồn thể: 佩文韻府; bính âm: Pèiwén Yùnfǔ; Wade–Giles: P'ei-wen Yün-fu) là một từ điển vần tiếng Trung về những lối nói bóng gió trong văn học và cách dùng vần điệu trong thi ca. Bằng việc đối chiếu thanh điệu và vần, từ điển này cung cấp cho người đọc thành phần cấu tạo và kết cấu của thi ca.
Giống như Khang Hy tự điển, Bội văn vận phủ được biên soạn dưới sự bảo trợ của Thanh Thánh tổ Khang Hy. Lý do Khang Hy cho biên soạn bộ từ điển mới này là vì ông tin rằng các từ điển tiếng Trung về các câu chữ trước, như từ điển Vận phủ quần ngọc (韻府群玉) thời nhà Nguyên và Ngũ xa vận ngọc (韻府群玉) thời nhà Minh là chưa hoàn chỉnh và có những chỗ sai lầm. Bội văn vận phủ được biên soạn từ năm 1704 đến 1711 bởi 20 học giả, trong đó bao gồm Trương Ngọc Thư (張玉書, 1642-1711) và Trần Đình Kính (陳廷敬, 1638-1712). Năm 1716, Khang Hy hạ lệnh cho biên soạn một phần phụ lục mang tên Vận phủ thập di (韻府拾遺). Phần này được hoàn thành vào năm 1720.
Bội văn vận phủ là một tử điển có quy mô lớn (212 quyển (卷)), chứa đựng các thành ngữ bao gồm 2,3 hay 4 chữ. Nó bao gồm 56 vạn items dưới 10.257 mục từ sắp xếp bởi 106 vần. Những lối nói, câu nói bóng gió, ước lệ cổ điển được phân loại theo vần của từ cuối cùng trong câu; kèm theo các chú thích nhằm minh họa cho cách sử dụng chúng.
Mặc dù Bội văn vận phủ - được James Legge gọi là "từ điển đồng nghĩa và phản nghĩa Khang Hy"  - không nổi tiếng như Khang Hy tự điển, nó tương đối hữu ích trong việc tra cứu cách dùng tiếng Trung trong văn chương. Teng & Biggerstaff (1971:97) đã đánh giá như sau: "Bất cứ khi nào bạn gặp các tên và thành ngữ mà bạn không hiểu... đây là tài liệu đầu tiên mà bạn nên cân nhắc."